# Polikarpov DI-1
Polikarpov DI-1 (còn gọi là 2I-N1, tiếng Nga: Поликарпов ДИ-1 (2И-Н1)) là một mẫu thử máy bay tiêm kích của Liên Xô trong thập niên 1920.

## Tính năng kỹ chiến thuật
Dữ liệu lấy từ Shavrov, Istoriia konstruktskii samoletov v SSSR do 1938 g.
Đặc điểm tổng quát
- Kíp lái: 2
- Chiều dài: 9,75 m (31 ft 12 in)
- Sải cánh: 12 m (39 ft 4 in)
- Chiều cao:  ()
- Diện tích cánh: 27,15 m² (292,2 ft²)
- Trọng lượng rỗng: 1.153 kg (2.542 lb)
- Trọng lượng có tải: 1.700 kg (3.748 lb)
- Động cơ: 1 × Napier Lion kiểu động cơ W 12 xy-lanh, 336 kW (450 hp)

 Hiệu suất bay 
- Vận tốc cực đại: 268 km/h (145 kn, 167 mph)
- Tầm bay: 800 km (432 nmi, 497 mi)
- Trần bay: 7.100 m (23.294 ft)
- Tải trên cánh: 63 kg/m² (13 lb/ft²)
- Công suất/trọng lượng: 197 W/kg (0,12 hp/lb)

Trang bị vũ khí

- 2 × súng máy 7,62 mm (0.30 in)